# Rosendahl
Rosendahl é um município da Alemanha localizado no distrito de Coesfeld, região administrativa de Münster, estado de Renânia do Norte-Vestfália.

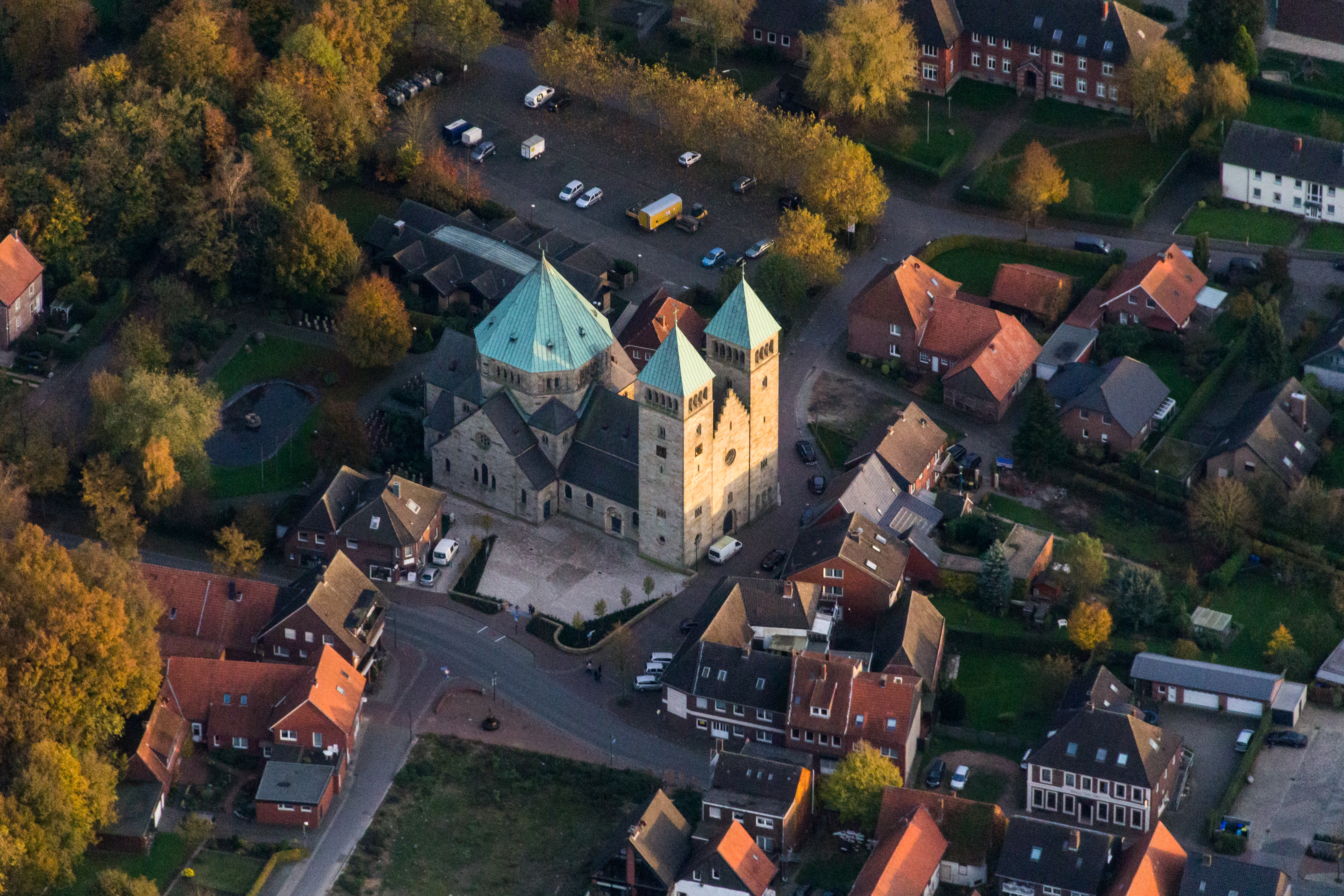
Ss.-Fabian-und-Sebastian-Church, Osterwick
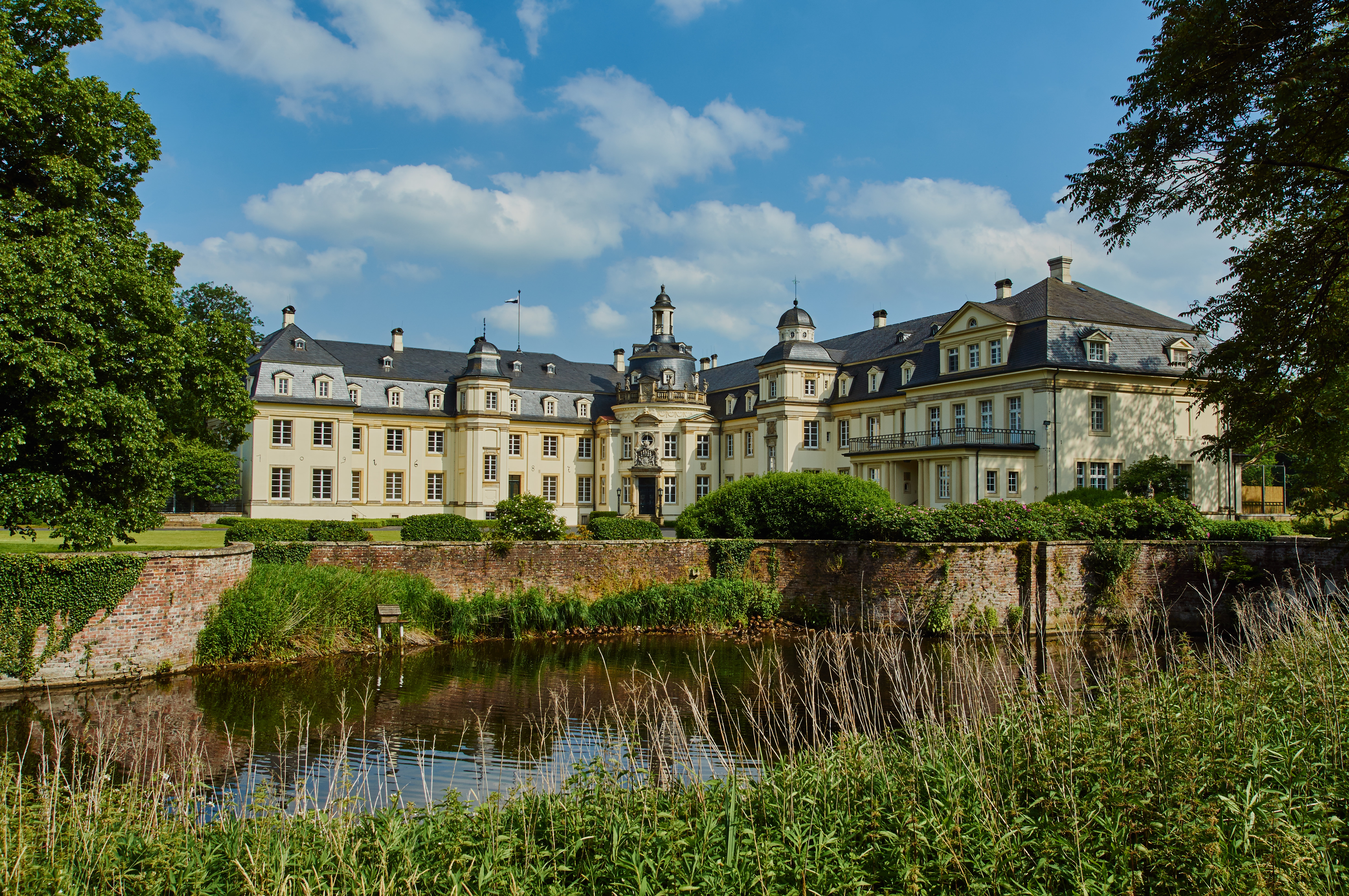
Palace Varlar